# Vadim Troyan
Vadim Troyan (en ukrainien : Вади́м Анато́лійович Троя́н), né le 12 septembre 1979 à Orilka, est le chef de la Police nationale par intérim de 2015 à 2017.

## Biographie
Après avoir été commandant adjoint du bataillon Azov,, il devient chef de la police de l'oblast de Kyïv de 2014 à 2021, puis il est directeur par intérim de la Police nationale, en remplacement de Khatia Dekanoidze.
Ancien membre de la mouvance néonazie, son profil est décrit comme « extrême et inquiétant » par Le Figaro.